# Verderio Superiore
Verderio Superiore est une commune italienne de la province de Lecco dans la région de Lombardie.
La commune a été fusionnée le 25 mai 2014 avec Verderio Inferiore sous le nom de Verderio. 

## Administration
| Période                                  | Période | Identité | Étiquette | Qualité |
| ---------------------------------------- | ------- | -------- | --------- | ------- |
|                                          |         |          |           |         |
| Les données manquantes sont à compléter. |         |          |           |         |

### Communes limitrophes
Cornate d'Adda, Paderno d'Adda, Robbiate, Verderio Inferiore